# Коэльо-Рамос, Рафаэль
Рафаэль Коэльо-Рамос (исп. Rafael Coello Ramos; 12 декабря 1877, Комаягуэла, Гондурас — 1 марта 1967, Тегусигальпа, Гондурас) — гондурасский композитор, дирижёр, музыкант (пианист, скрипач и гитарист) и музыкальный педагог. Основатель и руководитель известного в Гондурасе оркестра «Венди».

## Биография
Родился в городе Комаягуэла, в бывшем пригороде Тегусигальпы, 12 декабря 1877 года в семье композитора и музыкального педагога Фроила́на Рамоса и домохозяйки Леонарды, урождённой Коэльо. Композиции и игре на музыкальных инструментах — фортепиано, скрипке и гитаре, обучился у отца. В дальнейшем в течение пятидесяти лет сам занимался педагогической деятельностью. Он также был дирижёром нескольких музыкальных коллективов, самым известным из которых стал основанный им оркестр «Венди».
Среди его сочинений ведущее место занимают многочисленные вокальные произведения. Самыми известными из них являются гимны «Матери» (исп. A la Madre), «Сосне» (исп. Al Pino), «Гутембергу» (исп. A Gutemberg), «Национальная дуэль» (На смерть генерала Мануэля Бонилья) (исп. Duelo Nacional (A la muerte del General Manuel Bonilla)), «Падре Рейесу» (исп. Al Padre Reyes), «Хосе Сесильо дель Валье» (исп. A José Cecilio del Valle), а также авторские вариации духовных песней, марш «Панамериканский союз» и ряд других сочинений.
Ещё при жизни заслуги композитора перед обществом были признаны государством. Во время правления Рамона Вильеды-Моралеса он был удостоен ордена Франсиско Морасана. А во время правления Освальдо Лопеса-Арельяно получил медаль им. Мануэля Бонилья. Умер 1 марта 1967 года в Тегусигальпе.